# Élections législatives de 1877 dans la Haute-Garonne
Les élections législatives de 1877 ont eu lieu les 14 octobre et 28 octobre 1877.

## Députés élus
|   | Circonscription      | Député sortant                |  | Groupe parlementaire | Député élu                    |  | Groupe parlementaire |
| - | -------------------- | ----------------------------- |  | -------------------- | ----------------------------- |  | -------------------- |
| 1 | Muret                | Paul de Rémusat               |  | Centre gauche        | Charles Niel                  |  | Appel au peuple      |
| 2 | 1re de Saint-Gaudens | Paul Lenglé                   |  | Appel au peuple      | Paul Lenglé                   |  | Appel au peuple      |
| 3 | 2e de Saint-Gaudens  | Charles Tron                  |  | Appel au peuple      | Charles Tron                  |  | Appel au peuple      |
| 4 | 1re de Toulouse      | Ernest Constans               |  | Gauche républicaine  | Ernest Constans               |  | Gauche républicaine  |
| 5 | 2e de Toulouse       | Armand Duportal               |  | Extrême gauche       | Armand Duportal               |  | Extrême gauche       |
| 6 | 3e de Toulouse       | Jacques Auguste d'Ayguesvives |  | Appel au peuple      | Jacques Auguste d'Ayguesvives |  | Appel au peuple      |
| 7 | Villefranche         | Edmond Caze                   |  | Gauche républicaine  | Jean de Lamothe               |  | Droite               |

## Résultats à l'échelle du département
| Partis         | Partis                      | Premier tour | Premier tour | Sièges |
| Partis         | Partis                      | Voix         | %            | Sièges |
| -------------- | --------------------------- | ------------ | ------------ | ------ |
|                | Bonapartistes               | 40 943       | 35,95        | 4      |
|                | Républicains modérés        | 30 558       | 26,83        | 1      |
|                | Républicains conservateurs  | 19 208       | 16,87        | 1      |
|                | Légitimistes                | 14 929       | 13,11        | 1      |
|                | Républicains intransigeants | 8 246        | 7,24         | 1      |
|                |                             |              |              |        |
| Inscrits       | Inscrits                    | 139 655      | 100,00       | 7      |
| Votants        | Votants                     | 114 844      | 82,23        |        |
| Abstentions    | Abstentions                 | 24 811       | 17,77        |        |
| Blancs et nuls | Blancs et nuls              | 960          | 0,84         |        |
| Exprimés       | Exprimés                    | 113 884      | 99,16        |        |

## Résultats par arrondissement

### Arrondissement de Muret
| Candidats      | Candidats       | Étiquette                | Premier tour | Premier tour |
| Candidats      | Candidats       | Étiquette                | Voix         | %            |
| -------------- | --------------- | ------------------------ | ------------ | ------------ |
|                | Charles Niel    | Bonapartiste             | 12 456       | 51,83        |
|                | Paul de Rémusat | Républicain conservateur | 11 578       | 48,17        |
|                |                 |                          |              |              |
| Inscrits       | Inscrits        | Inscrits                 | 27 804       | 100,00       |
| Votants        | Votants         | Votants                  | 24 232       | 87,15        |
| Abstention     | Abstention      | Abstention               | 3 572        | 12,85        |
| Blancs et nuls | Blancs et nuls  | Blancs et nuls           | 198          | 0,82         |
| Exprimés       | Exprimés        | Exprimés                 | 24 034       | 99,18        |

L'élection est invalidée par la Chambre le 30 mars 1878. Une élection partielle a lieu.

### Arrondissement de Saint-Gaudens

#### 1recirconscription
| Candidats      | Candidats      | Étiquette                | Premier tour | Premier tour |
| Candidats      | Candidats      | Étiquette                | Voix         | %            |
| -------------- | -------------- | ------------------------ | ------------ | ------------ |
|                | Paul Lenglé    | Bonapartiste             | 9 320        | 54,99        |
|                | Thévenin       | Républicain conservateur | 7 630        | 45,01        |
|                |                |                          |              |              |
| Inscrits       | Inscrits       | Inscrits                 | 20 370       | 100,00       |
| Votants        | Votants        | Votants                  | 17 077       | 83,83        |
| Abstention     | Abstention     | Abstention               | 3 293        | 16,17        |
| Blancs et nuls | Blancs et nuls | Blancs et nuls           | 127          | 0,74         |
| Exprimés       | Exprimés       | Exprimés                 | 16 950       | 99,26        |

#### 2ecirconscription
| Candidats      | Candidats       | Étiquette          | Premier tour | Premier tour |
| Candidats      | Candidats       | Étiquette          | Voix         | %            |
| -------------- | --------------- | ------------------ | ------------ | ------------ |
|                | Charles Tron    | Bonapartiste       | 7 708        | 57,73        |
|                | Victor Camparan | Républicain modéré | 5 643        | 42,27        |
|                |                 |                    |              |              |
| Inscrits       | Inscrits        | Inscrits           | 17 379       | 100,00       |
| Votants        | Votants         | Votants            | 13 413       | 77,18        |
| Abstention     | Abstention      | Abstention         | 3 966        | 22,82        |
| Blancs et nuls | Blancs et nuls  | Blancs et nuls     | 62           | 0,46         |
| Exprimés       | Exprimés        | Exprimés           | 13 351       | 99,54        |

### Arrondissement de Toulouse

#### 1recirconscription
| Candidats      | Candidats          | Étiquette          | Premier tour | Premier tour |
| Candidats      | Candidats          | Étiquette          | Voix         | %            |
| -------------- | ------------------ | ------------------ | ------------ | ------------ |
|                | Ernest Constans    | Républicain modéré | 9 742        | 71,15        |
|                | François Delacroix | Légitimiste        | 3 951        | 28,85        |
|                |                    |                    |              |              |
| Inscrits       | Inscrits           | Inscrits           | 18 307       | 100,00       |
| Votants        | Votants            | Votants            | 13 791       | 75,33        |
| Abstention     | Abstention         | Abstention         | 4 516        | 24,67        |
| Blancs et nuls | Blancs et nuls     | Blancs et nuls     | 98           | 0,71         |
| Exprimés       | Exprimés           | Exprimés           | 13 693       | 99,29        |

#### 2ecirconscription
| Candidats      | Candidats        | Étiquette                 | Premier tour | Premier tour |
| Candidats      | Candidats        | Étiquette                 | Voix         | %            |
| -------------- | ---------------- | ------------------------- | ------------ | ------------ |
|                | Armand Duportal  | Républicain intransigeant | 8 246        | 58,26        |
|                | Victor d'Adhémar | Légitimiste               | 3 789        | 26,77        |
|                | Oldekop          | Bonapartiste diss.        | 2 118        | 14,97        |
|                |                  |                           |              |              |
| Inscrits       | Inscrits         | Inscrits                  | 18 552       | 100,00       |
| Votants        | Votants          | Votants                   | 14 314       | 77,16        |
| Abstention     | Abstention       | Abstention                | 4 238        | 22,84        |
| Blancs et nuls | Blancs et nuls   | Blancs et nuls            | 161          | 1,12         |
| Exprimés       | Exprimés         | Exprimés                  | 14 153       | 98,88        |

#### 3ecirconscription
| Candidats      | Candidats                     | Étiquette          | Premier tour | Premier tour |
| Candidats      | Candidats                     | Étiquette          | Voix         | %            |
| -------------- | ----------------------------- | ------------------ | ------------ | ------------ |
|                | Jacques Auguste d'Ayguesvives | Bonapartiste       | 9 341        | 53,75        |
|                | Marc Montané                  | Républicain modéré | 8 038        | 46,25        |
|                |                               |                    |              |              |
| Inscrits       | Inscrits                      | Inscrits           | 20 213       | 100,00       |
| Votants        | Votants                       | Votants            | 17 557       | 86,86        |
| Abstention     | Abstention                    | Abstention         | 2 656        | 13,14        |
| Blancs et nuls | Blancs et nuls                | Blancs et nuls     | 178          | 1,01         |
| Exprimés       | Exprimés                      | Exprimés           | 17 379       | 98,99        |

L'élection est invalidée par la Chambre le 12 mai 1878. Une élection partielle a lieu.

### Arrondissement de Villefranche
| Candidats      | Candidats       | Étiquette          | Premier tour | Premier tour |
| Candidats      | Candidats       | Étiquette          | Voix         | %            |
| -------------- | --------------- | ------------------ | ------------ | ------------ |
|                | Jean de Lamothe | Légitimiste        | 7 189        | 50,19        |
|                | Edmond Caze     | Républicain modéré | 7 135        | 49,81        |
|                |                 |                    |              |              |
| Inscrits       | Inscrits        | Inscrits           | 17 030       | 100,00       |
| Votants        | Votants         | Votants            | 14 460       | 84,91        |
| Abstention     | Abstention      | Abstention         | 2 570        | 15,09        |
| Blancs et nuls | Blancs et nuls  | Blancs et nuls     | 136          | 0,94         |
| Exprimés       | Exprimés        | Exprimés           | 14 324       | 99,06        |

L'élection est invalidée par la Chambre le 18 janvier 1878. Une élection partielle a lieu le 3 mars 1878.